# Maytenus officinalis
Maytenus officinalis là một loài thực vật có hoa trong họ Dây gối. Loài này được Mabb. mô tả khoa học đầu tiên năm 1990.